# Nicolas Molinas
Nicolas Molinas (Buenos Aires, Argentina, 13 de noviembre de 1994) es un futbolista argentino. Se desempeña como delantero y su equipo actual es Excursionistas que disputa el torneo de Primera C de Argentina.

## Trayectoria
Nicolas comenzó su carrera futbolística en Akron Zips, el equipo deportivo de la Universidad de Akron, situada en Ohio, mientras realizaba sus estudios en la respectiva institución académica. Luego de esta experiencia que duró hasta el año 2016, se une a Kennesaw State University donde sigue participando en las competiciones universitarias de la NCAA, representando a esta universidad que se encuentra en el estado de Georgia.
A principios del año 2017, se transforma en refuerzo de Springfield Synergy FC para afrontar la USL Premier Development League de ese año.
En el año 2018, retorna a su país natal para formar parte de Excursionistas, que se encuentra disputando el torneo de Primera C.

## Clubes
| Club                      | País           | Año             |
| ------------------------- | -------------- | --------------- |
| Akron Zips                | Estados Unidos | 2014 - 2016     |
| Kennesaw State University | Estados Unidos | 2016 - 2017     |
| Springfield Synergy FC    | Estados Unidos | 2017 - 2018     |
| Excursionistas            | Argentina      | 2018 - Presente |